# Ivo Lhotka-Kalinski
Ivo Lhotka-Kalinski (* 30. Juli 1913 in Zagreb; † 29. Januar 1987 in Zagreb) war ein jugoslawischer Komponist.
Der Sohn des Komponisten Fran Lhotka absolvierte seine Musikstudien in Zagreb bei Franjo Dugan und Rom bei Ildebrando Pizzetti. Ab 1940 war als Musiklehrer in Zagreb und Split tätig. Später lehrte er selbst als Professor für Gesang von 1951 bis 1981 an der Musikakademie Zagreb. Seine Werke sind für die Entwicklung der kroatischen Musik bezeichnend. Neben mehreren Opern, musikalischen Farcen und Komödien komponierte er etwa zwanzig Märchen für Kinder und Filmmusiken.

## Werke
- Pomet (1948)
- Matia Gubec (1948)
- Der Analphabet (1954)
- Putovanje (1957)
- Dugme (1958)